# The Stoolie
The Stoolie è un film del 1972 diretto da John G. Avildsen e George Silano.